# Protalebrella secunda
Protalebrella secunda är en insektsart som beskrevs av Irena Dworakowska 1994. Protalebrella secunda ingår i släktet Protalebrella och familjen dvärgstritar. Inga underarter finns listade i Catalogue of Life.